# Протести моряків України проти корупції у сфері дипломування (2020—2023)
Протести моряків України проти корупції в сфері дипломування — масові антикорупційні протести моряків в Україні з вимогами ліквідувати корупційні схеми в сфері дипломування моряків. В період з 2020 по 2022 роки системно проводились акції громадської непокори: автопробіги, відео-флешмоби, пікетування приміщень органів влади, перекриття автотрас тощо.

## Передумови
В період з 2018 по 2020 роки з'явилась злагоджена корупційна схема, яка призупинила легальну процедуру отримання українськими моряками робочих документів.
Ця корупційна схема складалася зі створення  «клубних навчально-тренажерних закладів», наявність сертифікатів яких гарантувала отримання робочих документів без наявності реального стажу, знань тощо. Із сертифікатами інших навчально-тренажерних закладів моряки не могли отримати свої робочі документи.
Діючих моряків примусили заключати нотаріальні угоди з так званими «агентами» та сплачувати за їх послуги суми близько 6-10 тисяч доларів. Пройти обов'язкове навчання та скласти іспит без укладання угоди з агентом та оплати його «послуг» стало неможливо.
Єдиний всеукраїнський державний реєстр моряків (із базою понад 150 тисяч моряків) був захоплений зловмисниками, які через нього в ручному режимі контролювали видачу документів морякам.
Схема приносила зловмисникам близько 150 мільйонів доларів на рік.

## Учасники протестів та публічна підтримка
Організаторами протестів моряків стала громадська організація «Українське об'єднання моряків» (створена у 2020 році (голова організації та публічне лице протестів моряків -  Крістіна Король).
Публічно підтримав протести моряків народний депутат Іван Анатолійович Шинкаренко. Також він подав законопроєкт № 3944, який скасував іспити для повторного підтвердження дійсності дипломів моряків зі схваленим стажем.

Як зазначив Іван Шинкаренко в своєму офіційному акаунті у Facebook:
«Моряки вже відкрито кричать про хабарництво та корупційні схеми, які використовують чиновники при видачі документів для працевлаштування.
Ця вся схема була побудована два роки назад і вже рік ми намагаємось її зламати.

Можу повідомити, що вже розробив відповідний законопроєкт, буду ініціювати обговорення цього питання на Комітеті з питань антикорупційної політики ВР та постійно тримати це питання під особистим контролем.»
З лютого 2021 року до протесту моряків доєднався екс-президент Грузії Міхеіл Саакашвілі. Одеські моряки публічно звертались по його підтримку. Міхеіл Саакашвілі висловлював публічну підтримку морякам України та загрожував назвати політиків, які саботують закон про моряків.

## Вимоги
Основні вимоги учасників протестів:
- Внесення змін до ст. 51 Кодексу торговельного мореплавства України в частині визначення умов, при дотриманні яких моряки зможуть отримувати повторне підтвердження дійсності дипломів без складання іспитів у державних кваліфікаційних комісіях.
- Звільнення Міністра інфраструктури України Владислава Криклія, в.о. голови Держслужби морського та річкового транспорту України Андрія Глазкова.
- Підписання проєкту наказу Міністерства інфраструктури України щодо спрощення системи дипломування.
- Вирішення питання з верифікацією в Державному реєстрі моряків України.
- Ліквідування систему «клубних навчально-тренажерних закладів».
- Створення прозорої системи проведення електронних іспитів.

## Акції та ключові події

### Липень 2020
29 липня 2020 року народний депутат України Іван Шинкаренко подав законопроєкт № 3944 «Проект Закону про внесення змін до статті 51 Кодексу торговельного мореплавства України щодо вимог до кваліфікації членів екіпажу».

### Вересень 2020
Моряки провели відео-флешмоб проти корупційних схем у системі дипломування моряків із зверненням до Міністра інфраструктури України Владислава Криклія.

### Жовтень 2020
8 жовтня 2020 року Міністр інфраструктури України Владислав Криклій запросив лідера протесту моряків Крістіну Король на засідання комітету з питань транспорту та інфраструктури щодо зміни у сфері підготовки та дипломування моряків для обговорення корупційних проблем, озвучених моряками у відео-флешмобі.
8 жовтня 2020 року в Одеському «ЗеХаб» відбулась презентація законопроєкту № 3944. На подію прийшло близько півсотні моряків.
13 жовтня 2020 року моряки влаштували марш протесту в Одесі, під час зустрічі Президента України Володимира Зеленського із Президентом Республіка Польща Анджеєм Дудою. Моряки мітингували проти корупції та закликали владу звернути увагу на їхні проблеми.
22 жовтня 2020 року під будівлею Офісу президента України в Києві моряки України провели акцію проти корупції у морській галузі. Після неодноразових виступів моряків та мирної акції протесту, що відбулася в Одесі під час приїзду Володимира Зеленського, було досягнуто домовленості, що представники ГО «Українське об'єднання моряків» прибудуть до Києва на засідання транспортного комітету Верховної Ради України. Моряки мали обговорити законопроект № 3944. В останній момент ця зустріч була скасована з посиланням на карантин. Після цього моряки зібралися у Києві під будівлею Офісу президента, щоб ще раз нагадати свої вимоги.

### Листопад 2020
9 та 25 листопада 2020 року моряки організували черговий протест проти корупції. В Одесі, Миколаєві, Херсоні, Києві, Ізмаїлі, Маріуполі були влаштовані автопробіги, в яких моряки вимагали зупинити корупцію у сфері підготовки та дипломування моряків.Учасники акції стверджували, що попри численні обіцянки влади у цій сфері майже нічого не змінилося, й нікого з корупціонерів так і не покарали.

### Грудень 2020
14 грудня 2020 року українські моряки вийшли на акцію протесту проти корупції у сфері морського дипломування під будівлю Офісу Президента України в Києві.

### Січень 2021
25 січня 2021 року моряки влаштували акцію протесту та перекрили рух на трасі Одеса-Київ. Учасники заходу вимагали відставки міністра інфраструктури Владислава Криклія та виконуючого обов'язки голови Держслужби морського та річкового транспорту Андрія Глазкова. Ще одна вимога — розслідування корупційних схем у морській сфері й спрощення системи дипломування моряків.

### Лютий 2021
12 лютого 2021 року моряки знову перекрили трасу Одеса-Київ з вимогами до Уряду проти корупції в сфері дипломування моряків. До протестів доєднався екс-президент Грузії Міхеіл Саакашвілі.

### Березень 2021
11 березня 2021 року моряки з своїми родинами випустили емоційне відео-звернення до Президента України Володимира Зеленського.

### Квітень 2021
28 квітня 2021 року Міністерство юстиції України зафіксувало Наказ Міністерства інфраструктури України № 201 Про внесення змін до нормативно-правових актів Міністерства транспорту та зв'язку України та Міністерства інфраструктури України", який запроваджує автоматизовану систему тестування моряків без участі людини-екзаменатора

### Травень 2021
13 травня 2021 року суддя Київського окружного адміністративного суду Кирило Гарник під час першого засідання призупинив дію Наказу Міністерства інфраструктури України № 201 та визнав протиправним рішення Мінінфраструктури про спрощення складання іспитів моряками.

З цього приводу висловився Міхеіл Саакашвілі на своїй особистій сторінці у Facebook:
«У мене з'явилася інформація про майно клану Гарник, судді, який призупинив указ міністра про скасування обов'язкового підтвердження кваліфікації для 150 000 українських моряків.»
27 травня 2021 року моряки провели мітинг під посольством США в Україні та окружним судом Києва. Основна вимога мітингувальників до керівництва американського посольства в Україні — донести президенту Володимиру Зеленському коректну інформацію про корупцію в галузі. Після мітингу під посольством США моряки вирушили до Окружного адміністративного суду Києва, де мало розпочатися друге засідання за наказом Міністерства інфраструктури України № 201.

### Червень 2021
1 червня 2021 року лідер протесту моряків Крістіна Король зустрілась в Києві із заступником голови Офісу президента України Кирилом Тимошенко. Який повідомив, що проблему з моряками Офіс Президента взяв під особистий контроль.
10 червня 2021 року моряки провели антикорупційний мітинг біля будівлі на Французькому бульварі, 36. Також до моряків-мітингарів приєдналися члени Нацкорпусу, які у підтримку запалили фаєри.
11 червня 2021 року в Одесі пройшло виїзне Засідання Комітету Верховної Ради України з питань антикорупційної політики. На засіданні обговорювали, що правоохоронними органами ведуться розслідування по викриттю низки корупційних складових у сфері переатестації українських моряків.
14 червня 2021 року відбувся Всеукраїнський форум «Україна 30: Економіка без олігархів». В ході презентації обговорювались питання єдиного вікна електронних сервісів для моряків, усунення корупційних ризиків та людського фактору, спрощення та прискорення отримання паспорта та сертифіката моряка, налагодження роботи навчально-тренажерних закладів.
29 червня 2021 року Верховна Рада України ухвалила в 1 та 2 читанні Закон України № 1578-IX «Про внесення змін до статті 51 Кодексу торговельного мореплавства України щодо вимог до кваліфікації членів екіпажу». Закон був підтриманий 333 голосами. В той самий день Закон був підписаний Президентом України Володимиром Зеленським.

### Липень 2021
6 липня 2021 року моряки почали прозоро складати іспити.
22 липня 2021 року Служба безпеки України викрила злочинну схему оформлення документів моряків.

### Серпень 2021
3 серпня 2021 року суддя Окружного Адміністративного Суду міста Києва Кирило Гарник визнав протиправним та недійсним наказ Міністерства інфраструктури України № 201.
3 серпня 2021 року СБУ повернула до Міністерства інфраструктури України Державний реєстр моряків, який раніше захопили рейдери.
В серпні 2021 року рейдери вчинили спробу повернути корупційні схеми, зробивши клон Кабінету моряка.

### Вересень 2021
1 вересня 2021 року стартував пілотний проект із CES-тестування моряків, у рамках якого українським морякам дозволили підтверджувати кваліфікацію шляхом комп'ютерного тестування, що дасть змогу усунути корупційні ризики.
2 вересня 2021 року Мінінфраструктури подовжує термін дії кваліфікаційних документів моряків та інших документів моряків, що є обов'язковими відповідно до вимог міжнародного законодавства.
10 вересня 2021 року Національній комісії, яка здійснює державне регулювання у сфері зв'язку та інформатизації, надійшла ухвала слідчого судді Шевченківського районного суду міста Києва Сидорова О. В. від 09.09.2021, справа № 761/32408/21, у кримінальному провадженні № 42021000000000302, якою передбачено: «Накласти арешт, на майнові права інтелектуальної власності, які виникають у користувачів мережі Інтернет при використанні веб-ресурсів з такими доменними іменами, зареєстрованими в ТОВ „Iнтернет Iнвест“»

### Січень 2022
18 січня 2022 року Моряки вийшли на мітинг під посольство США з гаслами про повернення корупційних схем під час видачі дозволів у кабінеті моряка.

### Лютий 2022
В лютому 2022 року Національне агентство з питань запобігання корупції розробляє стратегічний аналіз корупційних ризиків у сфері підготовки та дипломування моряків.
22 лютого 2022 року Мінінфраструктури подовжує термін дії кваліфікаційних документів моряків та інших документів моряків, що є обов'язковими відповідно до вимог міжнародного законодавства.

### Листопад 2022
В листопаді 2022 року моряки здійснювали неодноразові письмові звернення до Мінінфраструктури щодо незаконного проведення АСТ-тестування.

### Грудень 2022
30 грудня 2022 року Кабінет міністрів України прийняв Постанову № 1499 «Деякі питання присвоєння звань особам командного складу морських суден», яка запроваджувала прозорий процес дипломування моряків.

### Травень 2023
30 травня 2023 року Кабінет міністрів України вніс зміни до Постанови № 1499.

### Червень 2023
2 червня 2023 року Міністерство розвитку громад, територій та інфраструктури України на офіційній сторінці у Facebok повідомило, що Київський окружний адміністративний суд постановив ухвалу, якою зупинив дію Постанови КМУ № 1499 від 30 грудня 2022 року. Віце-прем'єр і голова Мінвідновлення Олександр Кубраков заявив, що колишні члени Державної кваліфікаційної комісії Інспекції з питань підготовки та дипломування моряків подали 31 позов проти Адміністрації судноплавства, спрямовані на блокування роботи Адміністрації з втілення постанови Уряду № 1499 щодо прозорого механізму дипломування моряків.
26 червня 2023 року моряки офіційно звернулись до Президента України Володимира Зеленського щодо блокування Постанови КМУ № 1499.
27 червня 2023 року шостий апеляційний адміністративний суд своїм рішенням скасував ухвалу Київського окружного адміністративного суду, якою заборонив виконувати повноваження, передбачені постановою КМУ від 30.12.2022 № 1499.
28 червня 2023 року Міністр розвитку громад, територій та інфраструктури України Олександр Кубраков повідомив про старт бета-тестування послуги оформлення документів моряків в Дії.

### Липень 2023
Громадська організація «Українське об'єднання моряків» повідомляє історії від моряків, які отримали свої документи прозоро та без хабарів.

### 2024
В січні 2024 року Міністр цифрової трансформації Михайло Федоров поінформував, що від початку роботи послуги надання кваліфікаційних документів для моряків на порталі «Дія», сервісом скористались понад 10 тисяч мореплавців.
В березні 2024 року Міністр розвитку громад, територій та інфраструктури Олександр Кубраков заявив, що за півроку кількість онлайн-заяв на отримання кваліфікаційних документів зросла майже вдвічі.

## Розголос в ЗМІ
Протести моряків мали широкий розголос в центральних та місцевих ЗМІ України.
- Випуск телепрограми Гроші на 2+2 «Посадовці-рекетири: як державні структури оббирають моряків»[84]
- Журналістські розслідування BIHUS Info «Все за долари. Моряк дає хабар за „чесний“ диплом — експеримент НЕВЕДИСЬ»[85]
- Журналістські розслідування BIHUS Info «Морякам повернули корупцію. Міністр новий — схема стара»[86]

## Результати та наслідки
Основні вимоги протестуючих були послідовно виконані:
- Був прийнятий Закон України № 1578-IX від 29 червня 2021 року
- Були прийняті Наказ Міністерства інфраструктури України № 201 від 28 квітня 2021 року та Постанова КМУ № 1499 від 30 грудня 2022 року
- Запровадили CES-тестування моряків, у рамках якого українським морякам дозволили підтверджувати кваліфікацію шляхом комп'ютерного тестування.
- Послуги оформлення документів моряків стало можливо оформити через сервіс «Дія»
- Міністр інфраструктури України Владислав Криклій та в.о. голови Державної служби морського та річкового транспорту України Андрій Глазков залишили свої посади

30 січня 2023 року народний депутат Іван Шинкаренко в своєму акаунті у Facebook відзначив річницю Закону України № 3944 та подякував морякам за їх наполегливість:
«Слід віддати належне й морякам, які, об'єднавшись, створили Ukrainian Seafarers Union та стали на захист свого права працювати прозоро. Без їхньої наполегливості та витримки було б вкрай складно придушити опір корупціонерів.»
14 грудня 2023 року голова ГО «Українське об'єднання моряків» Крістіна Король повідомила на офіційних сторінках організації в Facebook та Instagram, що первинна мета організації — знищення корупції у сфері дипломування моряків досягнута, і тепер команда ставить перед собою нову мету — допомогати морякам та їх родинам.

## Реакція держави
Під час періоду масових протестів моряків було змінено ряд державних посадовців.
23 липня 2020 року Уряд призначив Головою Державної служби морського та річкового транспорту України Сергія Звягінцева. В жовтні 2020 року Кабінет міністрів звільнив його з посади.Також уряд призначив тимчасового в.о голови відомства першого заступника Звягінцева — Андрія Глазкова.
18 травня 2021 року Верховна Рада підтримала звільнення Міністра інфраструктури України Владислава Криклія.
20 травня 2021 року на посаду Міністра інфраструктури України було призначено Олександра Кубракова.
З 1 грудня 2022 року Міністерство інфраструктури України було реорганізовано до Міністерства розвитку громад, територій та інфраструктури України.
9 травня 2024 року Олександра Кубракова було звільнено з посади Міністра розвитку громад, територій та інфраструктури України.
23 червня 2021 р. виконуючий обов'язки голови Державної служби морського та річкового транспорту України Андрій Глазков подав у відставку, не витримавши критики та обвинувачень у корупції. Виконуючим обов'язки був призначений Геращенко Олексій Олександрович.
У серпні 2020 року було запущено процес ліквідації Інспекції з питань підготовки та дипломування моряків і її представництв. Із 22 листопада 2020 року функції Інспекції з питань підготовки та дипломування моряків передано до Морської адміністрації.
З грудня 2022 року Головою Державної служби морського і внутрішнього водного транспорту та судноплавства України.призначено Євгенія Олександровича Ігнатенка.

## Критика та скандали
Законопроєкт № 3944 протягом року не розглядали в Транспортному комітеті Верховної Ради України.
В ряді українських ЗМІ висловлювали критику законопроєкту № 3944 та висловлювались щодо його недосконалості та недопрацьованності.
Також висловлювалась критика щодо Постанови КМУ № 1499. Зазначалось, що вона «легалізує шахрайство та тіньові схеми у сфері дипломування моряків».
В січні 2021 року Міністр інфраструктури Владислав Криклій висловився, що не вірить в те, що на протестах дійсно виступають моряки.
В лютому 2021 року після випуску журналістського розслідування телепрограми Гроші на 2+2 інформаційне агентство УНІАН повідомило, що Міністр інфраструктури Криклій наживається на хабарах за сертифікацію моряків.
14 грудня 2022 року СБУ затримала морську активістку та голову ГО «Українське об'єднання моряків»  Кристину Король. Моряки влаштували мітинги під будівлею СБУ в Одесі проти затримання Крістіни Король. 16 грудня 2022 року Крістіні Король випустили під заставу у розмірі 1,8 мільйонів гривень. Гроші для виплати застави допомогли зібрати члени організації, яку очолює активістка. В квітні 2022 року суд виніс вирок Крістіні Король.